# Gebang Kerep
Gebang Kerep is een bestuurslaag in het regentschap Nganjuk van de provincie Oost-Java, Indonesië. Gebang Kerep telt 2546 inwoners (volkstelling 2010).